# La inspiració de sant Mateu
La Inspiració de Sant Mateu (també anomenat Sant Mateu i l'àngel) és un quadre pintat per Caravaggio l'any 1602 i pertany al cicle de la Vida de sant Mateu que li va ser encarregada el 1599 per a decorar la capella Contarelli en l'església romana de San Luigi dei Francesi, on encara es conserva.

## Història
La realització del quadre no és un encàrrec simple i directe del comitent de la Capella, sinó que la pintura és el resultat d'una sèrie d'esdeveniments que tenen lloc en un període que va des de 1565 fins a 1602, data de la col·locació del quadre. Entre els benefactors de l'església de San Luigi dei Francesi es troba entre d'altres Mathieu Cointrel, un noble francès d'Anjou que dona els fons necessaris per a la realització de la façana i la decoració de l'altar major. Més conegut amb el nom de Matteo Contarelli, ja el 1565 té la intenció de decorar la capella que té el seu nom amb escenes de la vida de Sant Mateu. Aquest any contracta el pintor Girolamo Muziano, perquè representi les escenes més característiques de l'apòstol i evangelista. Sobre els murs laterals s'hi haurien de representar l'inici i el final de la seva carrera evangèlica, és a dir la Vocació i el Martiri; a la volta escenes menys importants de l'activitat del Sant a Etiopía i sobre l'altar un quadre amb Sant Mateu i l'Ángel escrivint l'evangeli. Muziano no comença els treballs per raons que es desconeixen i el programa queda interromput a la mort del cardenal Contarelli el 1585. En el seu testament, el Cardenal deixa una quantitat de diners destinada a costejar els treballs de la capella la gestió dels quals encarrega a Virgilio Crescenzi, marmessor del difunt. Per problemes diversos que res tenen a veure amb les qüestions artístiques els treballs no s'inicien fins al 1591.

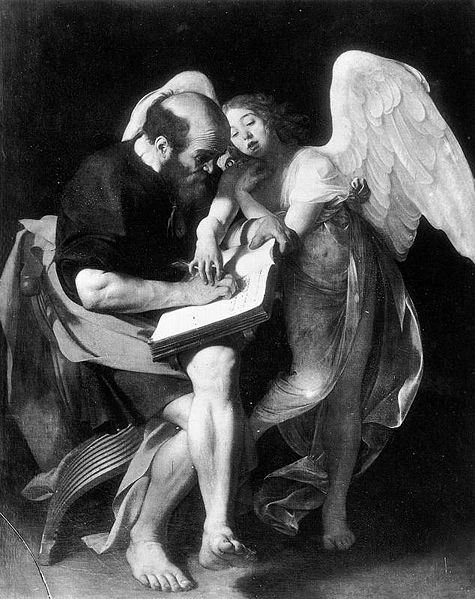
Sant Mateu i l'àngel. (~1602), Oli damunt llenç, 223 × 183cm, Destruït durant la Segona Guerra Mundial.

En el període d'aquests sis anys l'única activitat que té lloc és la signatura el 1587 d'un contracte entre els hereus del Cardenal Contarelli i un escultor d'origen flamenc, Cornelisz Cobaert, per a la realització en els quatre anys següents d'un grup escultòric (Sant Mateu i l'Ángel) que hauria de substituir el quadre d'altar projectat en un principi. El 1591 Virgilio Crescenzi signa un contracte per dos anys amb Giuseppe Cesare d'Arpino perquè pinti les escenes de la vida de Sant Mateu de la volta. Un cop acabats aquests treballs, Arpino no continua amb les parets laterals de la capella i el 1593 cobra pels frescos fets fins al moment. El 1592 mor Virgilio Crescenzi, que deixa l'administració de la capella en mans del seu fill l'abat Giacomo Crescenzi. El 1601 l'escultor fa una estàtua de Sant Mateu sense àngel que és posada a l'altar per poc temps.
Segons Baglione, la font més fiable d'aquesta època, Caravaggio entra en contacte amb la capella quan els Contarelli rebutgen l'escultura de Cobaert i se li demana que faci una pintura, el Sant Mateu que la substitueixi (quadre destruït el 1944 que vindria a ser la primera versió del quadre que actualment hi ha a l'altar). Caravaggio pren per la iconografia d'aquest primer Sant Mateu les indicacions deixades pel Cardenal Contarelli en la realització d'un quadre:
" nel quale sia dipinta la figura di San Matteo in sedia con un libro, o volume, come meglio parerà, nel quale mostri o di scrivere o di voler scrivere il Vangelo, et a canto a lui l'angelo in piedi maggior del naturale in atto que paia di ragionare o in altra attitudine a proposito di questo effetto".
Caravaggio pinta el sant assegut amb les cames creuades sobre una cadira de tisores anomenada de "savonarola". A sobre hi té el llibre, que ell, analfabet mira mentre l'àngel li dicta les paraules que el sant escriu per ordre divina. El Sant Mateu d'aquest quadre està representat com un home tosc i maldestre que poc té a veure amb la mateixa figura de la Vocació i del Martiri. Sant Mateu, representat com a home humil, no té ni tan sols l'aurèola de sant, i la seva figura enèrgica contrasta amb la de l'àngel que familiarment posa els seus dits a sobre de la mà de l'apòstol per instruir-lo en la redacció de l'evangeli.
Així doncs, segons les fonts el quadre sembla refusat pels pares de l'església i és adquirit pel Marquès Giustiniani que l'afegeix a la seva col·lecció particular. La pintura arriba a Berlín el 1815 procedent de la col·lecció Giustiniani i és destruït pel foc durant la Segona Guerra Mundial. Caravaggio realitza una segona versió de La Inspiració de Sant Mateu, que és la que hi ha actualment a la capella.

## Anàlisi
El quadre que hi ha actualment a la Capella Contarelli és una obra molt més convencional que la primera versió. L'obra mostra una figura de Sant Mateu - ara sí amb aurèola- amb robes acolorides i molt més distingida que la primera versió. Tot i estar més d'acord amb els dictats de l'església del moment, Caravaggio no abandona del tot la seva idea original en representar el sant de manera tosca: es poden veure, això sí de manera molt més subtil, els peus nus i bruts que sobresurten quan el sant es recolza sobre un banc. El sant, en una posició força incòmoda, gira el cap vers la part superior per escoltar els dictats de l'àngel en la redacció de l'Evangeli. L'àngel, que sembla enumerar els fets que escriu l'Evangelista, es manté a una decorosa distància evitant així el contacte físic.
La Inspiració de Sant Mateu, així com La Vocació de Sant Mateu i El Martiri de Sant Mateu suposen un canvi decisiu i revolucionari respecte la pintura manierista que realitzen pintors com el Cavalier d'Arpino en la Roma del moment. El naturalisme cru de les figures, l'accentuació del clarobscur, i l'ús de colors vius, són algunes de les innovacions que fan de l'obra del pintor un dels episodis més apassionants de la història de l'art.